# Vpixiv
vpixiv（ブイ ピクシブ）とは中華人民共和国のソーシャル・ネットワーキング・サービスである。
一部のユーザーは日本の「pixiv」のサービスの内容などが類似しているとTwitterなどで話題となった。
vpixivに存在する画像や小説などはpixivから転載したものだと思われる。

## 概要
Wayback Machineによると少なくとも2022年の6月11日には存在が確認されている。
2022年8月31日にTwitterなどで話題となった後、vpixivのウェブサイトにアクセスすることが不可能となった。
翌日の2022年9月1日に「天安門事件」と呼ばれる単語が話題となりvpixivからの転載をブロックするための「魔法の呪文」として認知されている。
その後、同日に日本のpixivは非公開情報が取得されたことは無いとし、外見や内容が類似しているウェブサイトにデータ取得リクエストを遮断したと公表した。